# Caspar Smits

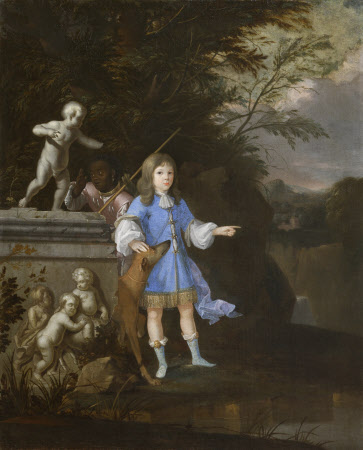
Portret van een jongen (ca. 1680)

Caspar Smits (Zwartewaal, ca. 1635 - Dublin, 1688) was een 17e-eeuwse kunstenaar en restaurator, bekend om zijn mezzotinten, portretten en historiestukken.
Smits begon zijn carrière rond 1660 in Leeds, kort na de Engelse Restauratie. In 1675 vestigde hij zich in Dordrecht, waar hij leerlingen als Jacobus Gevaerts en Simon Germain het schildersvak onderwees. Vanaf 1677 werkte hij in Londen, en in 1681 verhuisde hij naar Dublin, waar hij lid werd van het Sint-Lucasgilde en tot aan zijn dood in 1688 actief bleef.
Smits had invloed op een nieuwe generatie kunstenaars, waaronder William Gandy, Simon Germyn, James Maubert en Garret Morphy. Zijn werk werd echter niet altijd gunstig ontvangen: hij gebruikte slechte pigmenten, wat leidde tot kleurverlies in zijn stillevens.
Smits stierf in Dublin in 1688, hoewel sommige bronnen 1689 of zelfs 1707 vermelden.
Smits kreeg de bijnaam "Magdalen Smith" vanwege de vele Magdalena-schilderijen die hij maakte. Bredius toonde aan dat de schilder die door Houbraken Ludowyk Smits werd genoemd, in feite Caspar Smits was. Hij wordt ook wel Theodorus Hartkamp genoemd.
- Biografisch Portaal: 02073689
- International Standard Name Identifier: 0000 0000 8457 9013
- Library of Congress Control Number: nr2001019118
- RKD-Nederlands Instituut voor Kunstgeschiedenis: 105581
- Union List of Artist Names: 500024237
- Virtual International Authority File: 290955313
- WorldCat: E39PCjwqyv8Pj9McytHCbBvkfy